# Маскелайн, Джон Невил
Джон Невил Маскелайн (англ. John Nevil Maskelyne, 1839—1917) − британский иллюзионист и изобретатель, в числе изобретений которого — платный туалет. Работал с такими иллюзионистами, как Джордж Альфред Кук и Дэвид Девант, во время первой мировой войны — с Альбертом Марчиньским. Во многих фокусах (парение тела над поверхностью стола, беседа туловища с отрезанной головой, сценка о мистификации мистера Колли) Маскелайн высмеивал и разоблачал псевдогипноз и спиритизм, многие из его фокусов используются современными иллюзионистами.
В 1914 году основал «Оккультный комитет» — организацию, в компетенцию которой входило «расследовать заявления о сверхъестественных силах и разоблачать мошенничество в этой сфере».

## Биография
Родился в Челтнеме, графство Глостершир. Учился на часовщика, но после посещения выступления известных спиритов братьев Дэвенпорт всерьёз увлёкся иллюзионизмом. В отношении трюков братьев Дэвенпорт Маскелайн занимал скептическую позицию, считая их шарлатанами, в то же время признавая их высокий профессионализм: «Определённо, чудеса, показанные этими шутами, уложили Англию на лопатки». Решив, что он может повторить трюки братьев Дэвенпорт без использования сверхъестественных сил, Маскелайн обратился к своему другу, столяру-краснодеревщик Джорджу Альфреду Куку, вместе с которым соорудил шкаф, с помощью которого они продемонстрировали трюки, аналогичные трюкам Дэвенпортов, на шоу в Челтнеме в июне 1865 года. Представление Маскелайна и Кука имело большой успех, после чего они решили стать профессиональными иллюзионистами. Поначалу их дела шли тяжело, но во время гастролей в Ливерпуле их шоу заметил театральный агент Уильям Мортон, который предложил профинансировать гастрольное турне, после чего оставался агентом Маскелайна и Кука на протяжении 20 лет. Благодаря Мортону Маскелайн и Кук утвердились как иллюзионисты на национальном уровне и выступали в знаменитом Египетском зале на Пикадилли с 1873 по 1904 годы.
В 1894 году Д.Маскелайн написал книгу «Жулики: полный обзор тайн мошенничества в азартных играх» (англ. Sharps and Flats: A Complete Revelation of the Secrets of Cheating at Games of Chance and Skill). Эта книга стала хитом и по сей день считается классикой описаний приёмов жульничества в азартных играх. До Маскелайна никто не описывал столь подробно секреты мастерства шулеров, и книга Sharps and Flats остается самой известной из опубликованных им книг. Первое издание книги вышло в Лондоне и Нью-Йорке. Впоследствии книга перешла в общественное достояние и в настоящее время доступна в Интернете.
Маскелайн и Кук за время своей деятельности изобрели немало трюков-иллюзий, используемых и в настоящее время, в частности, иллюзию левитации, изобретение которой нередко ошибочно приписывают французскому иллюзионисту Жану Робер-Удену. Эта путаница возникает из-за того, что Робер-Уден изобрел иллюзию «Эфирная подвеска» (также известную как «Подвешенная метла»). Некоторые источники приписывают изобретение левитации американскому иллюзионисту Гарри Келлару, который в действительности украл технический секрет фокуса, подкупив техника Маскелайна.
После смерти Кука в феврале 1905 года Маскелайн начал сотрудничество с Дэвидом Девантом. Девант впервые присоединился к команде Маскелайна ещё в 1893 году, когда пробовался в качестве замены Чарльза Морритта, работавшего с Маскелайном в Египетском зале, но покинувшим команду Маскелайна для создания собственного шоу.
Маскелайн входил в состав созданного в Лондоне в 1905 году Круга Магов, и, подобно Гарри Гудини, стремился развенчивать мифы о сверхъестественных силах. В 1914 году Маскелайн основал Оккультный комитет, в компетенцию которого входило «изучить претензии на обладание сверхъестественными силами и разоблачать мошенничество в этой сфере». В частности, Оккультный комитет пытался доказать, что трюк, известный как «индийский канат», на самом деле никогда не был выполнен.
В числе публикаций Маскелайна по спиритизму и теософии — совместная публикация с психиатром Лионелем Уэзерли (1852—1940) «Сверхъестественное?» (англ. Supernatural?, 1891). Это — одна из первых книг, посвящённых психологии паранормальных явлений, предлагающая рациональные объяснения оккультных и спиритических практик, паранормальных явлений и религиозных переживаний.
Маскелайну также принадлежит изобретение дверного замка для лондонских общественных туалетов, который открывался только после того, как в него опускали монету в один пенни, что породило эвфемизм «потратить пенни».

## Семья
У Д.Маскелайна была дочь и двое сыновей наиболее известный из которых — иллюзионист Невил Маскелайн. Внук Д.Маскелайна — Джаспер Маскелайн — также стал известным иллюзионистом. Джон Маскелайн утверждал, что является потомком Королевского астронома Невила Маскелайна (1732—1811), но это утверждение остаётся под сомнением.

## Публикации
- Maskelyne and Cooke: An Exposé of the Falseness of Their Pretensions (1873)
- Modern Spiritualism: A Short Account of its Rise and Progress, with Some Exposures of So-Called Spirit Media (1876) Reprinted in The Mediums and the Conjurors, 1976.
- (with) Lionel Weatherly The Supernatural? (1891, reprinted 2011)
- Sharps and Flats: A Complete Revelation of the Secrets of Cheating at Games of Chance and Skill (1894)
- Maxim Versus Maskelyne: A Complete Explanation of the Tricks of the Davenport Brothers and Their Imitators: The Cleverest Performance Ever Attributed to Supernatural Power. Maskelyne & Devant's Entertainment Bureau. Contains the following articles from The Strand Magazine:

Mr Fay's Cabinet Trick: A £20 Challenge to Mr Maskelyne.
Mr Maskelyne's Reply to Sir Hiram Maxim's Challenge.
Mr Maskelyne's Reply to Sir Hiram Maxim. Part I.
Mr Maskelyne's Reply to Sir Hiram Maxim. Part II.
Maxim Versus Maskelyne: The End of the Discussion.
- My Reminiscences (1910)
- The Fraud of Modern "Theosophy" Exposed (1912)